# Frederick Calvert (baron)

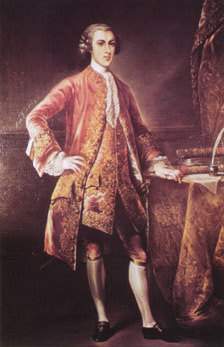
Obraz przedstawiający Fredericka

Frederick Calvert (ur. 6 lutego 1731, zm. 4 września 1771) – angielski arystokrata, właściciel kolonii Maryland, ostatni baron Baltimore. Tytuł wygasł wraz z jego śmiercią, ponieważ syn Fredericka, Henry Harford, był nieślubnym dzieckiem i w związku z tym nie mógł odziedziczyć tytułu.